# Sacrifice (Lied)
Sacrifice ist ein Lied der Dark-Music-Band London After Midnight.

## Hintergrund und Veröffentlichungen
Sacrifice wurde von London After Midnight erstmals 1989 als Stück des ersten selbstbetitelten Demos veröffentlichte und wurde als Stück des Albums Selected Scenes from the End of the World zum ersten internationalen Erfolg für London After Midnight. Die um den Sänger und Multiinstrumentalisten Sean Brennan formierte Band London After Midnight bestand zur Demoaufnahme aus Brennan und dem Keyboarder „Tamlyn“. Vom Demo wurden circa 14.000 Exemplare verkauft bevor die Band einen Vertrag einging.
Zur Aufnahme des Debütalbums wurden der Bassist Michael Areklette, der Schlagzeuger Douglas Avery und der Gitarrist William Skye zu London After Midnight, die insbesondere als Livemusiker agierten, aber in den Linernotes als Bandmitglieder geführt wurden. In der Zwischenzeit erschien das Demo über mehrere Jahre in erweiterten und umbenannten Fassungen. Nachdem das deutsche Label Apocalyptic Vision die Band unter Vertrag genommen hatte wurde Sacrifice dann 1995 als Teil des offiziellen Debütalbums Selected Scenes from the End of the World veröffentlicht. Es wurde ergänzend auf diversen Kompilationen präsentiert und avancierte in den 1990er-Jahren zu einem über Jahre hinweg in Diskotheken laufenden Clubhit der schwarzen Szene. Das Rolling Stone führte das Stück im Jahr 2022 auf dem 17. Platz in der Liste The 50 Best Goth Songs of All Time und führte aus, dass „der windgepeitschte Refrain von ‚Sacrifice‘ sofort das Bild von Goths aus den Neunzigern heraufbeschwört, die in schwarzen Spitzen gehüllt über die Tanzfläche huschen.“ Insbesondere auf Retrospektiven Kompilationen, die um die Jahrtausendwende erschienen, nahmen das Stück auf. So wurde Sacrifice Teil der Kompilationen The Best Of The 90s 1 des Orkus-Musikmagazins und 10 Years Of Zillo 1989 - 1999 des Zillo.

## Musik und Text
Das Stück wurde im 4/4-Takt und im Grundton C-Moll bei einem Tempo von 132 BpM geschrieben. Das Stück gilt als besonders emotional und einigermaßen tanzbar. Die mit einem Echo unterlegte Stimme Brennans wurde in den Hintergrund gemischt, wodurch sie weit entfernt und verblassend wirkt, während Brennan über seine Opferbereitschaft im Namen der Liebe singt. Kolossale Streicherarrangements schwellen zeitgleich um ihn herum an. Wie die meisten Texte der Band ist auch Sacrifice ein mehrdeutiges Stück. Brennan, der den Text verfasste, vermischt Elemente eines Liebesliedes mit Anspielungen auf Vampirgeschichten. Im Refrain wird so die Selbstopferung als Liebesbeweis angeboten.

„I'd sacrifice, sacrifice myself to you

Right here tonight

Because you know that I love you“

„Ich würde mich opfern, mich Dir(/für Dich) opfern 

Genau hier heute Abend

Weil du weißt, dass ich dich liebe“